# Xia Brookside
Xia Louise Henderson (* 16. Oktober 1998 in Leicester, England) ist eine englische Wrestlerin. Sie stand zuletzt bei der WWE unter Vertrag und trat regelmäßig in deren Show NXT UK auf.

## Wrestling-Karriere

### Independent-Ligen (seit 2015)
Brookside wurde von ihrem Vater, Robbie Brookside, sowie von Robbie Dynamite und Dean Allmark trainiert. Im Jahr 2015 gab Brookside ihr professionelles Wrestlingdebüt im Ring für All Star Wrestling, in Zusammenarbeit mit El Ligero, um Kay Lee Ray und Sammy D. zu besiegen. Im Februar 2016 wurde Brookside in einem Triple Threat Match für die Insane Women’s Championship besiegt. Im Mai 2016 nahm Brookside am Empress Pro Invitational von Empress Pro Wrestling teil, bei dem sie Toni Storm im Halbfinale und Kay Lee Ray im Turnierfinale besiegte.
Im Jahr 2017 begann Brookside für die World Wonder Ring Stardom Promotion zu ringen. Sie gab ihr Debüt in Zusammenarbeit mit Mari Apache und Gabby Ortiz, um Hiromi Mimura, Konami und Starlight Kid zu besiegen. In ihrem zweiten Stardom Match besiegten Brookside und Ortiz Natsuko Tora und Kaori Yoneyama. Sie absolvierte auch Auftritte für Rise Wrestling, Southside Wrestling Entertainment und viele mehr und konnte sich drei Titel während dieser Zeit sichern.

### World Wrestling Entertainment (2018–2022)
Am 30. Juli 2018 wurde bekannt gegeben, dass Brookside im August am zweiten WWE Mae Young Classic Turnier teilnehmen wird. Sie verlor in der ersten Runde gegen Io Shirai. In der Folge von NXT UK vom 19. Juni nahm sie an einer Battle Royal teil, um herauszufinden, wer eine zukünftige Chance für die NXT UK Women’s Championship erhalten wird. Im Match eliminierte Brookside Jinny und Jazzy Gabert, wurde jedoch dann von Kay Lee Ray eliminiert. Es folgte hiernach eine Fehde mit Jinny und Jazzy Gabert, diese verlor sie. Am 18. August 2022 wurde bekannt gegeben, dass sie von der WWE entlassen wurde.

## Titel und Auszeichnungen
- Empress Pro Wrestling
  - Empress Pro Invitational (2016)

- International Pro Wrestling: United Kingdom
  - IPW:UK Women’s Championship (1×)

- Pro Wrestling Ulster
  - PWU Women’s Championship (1×)

- Rise Wrestling
  - Up-and-Coming talent of the Year (2018)

- Southside Wrestling Entertainment
  - SWE Tag Team Championship (1×) mit Sean Kustom